# خط بی‌ام‌تی خیابان نساو
خط بی‌ام‌تی خیابان نَساو (انگلیسی: BMT Nassau Street Line) یکی از خط‌های متروی نیویورک سیتی در بخش منهتن است.
این خط که در سال ۱۹۰۸ تأسیس شده دارای ۶ ایستگاه است.

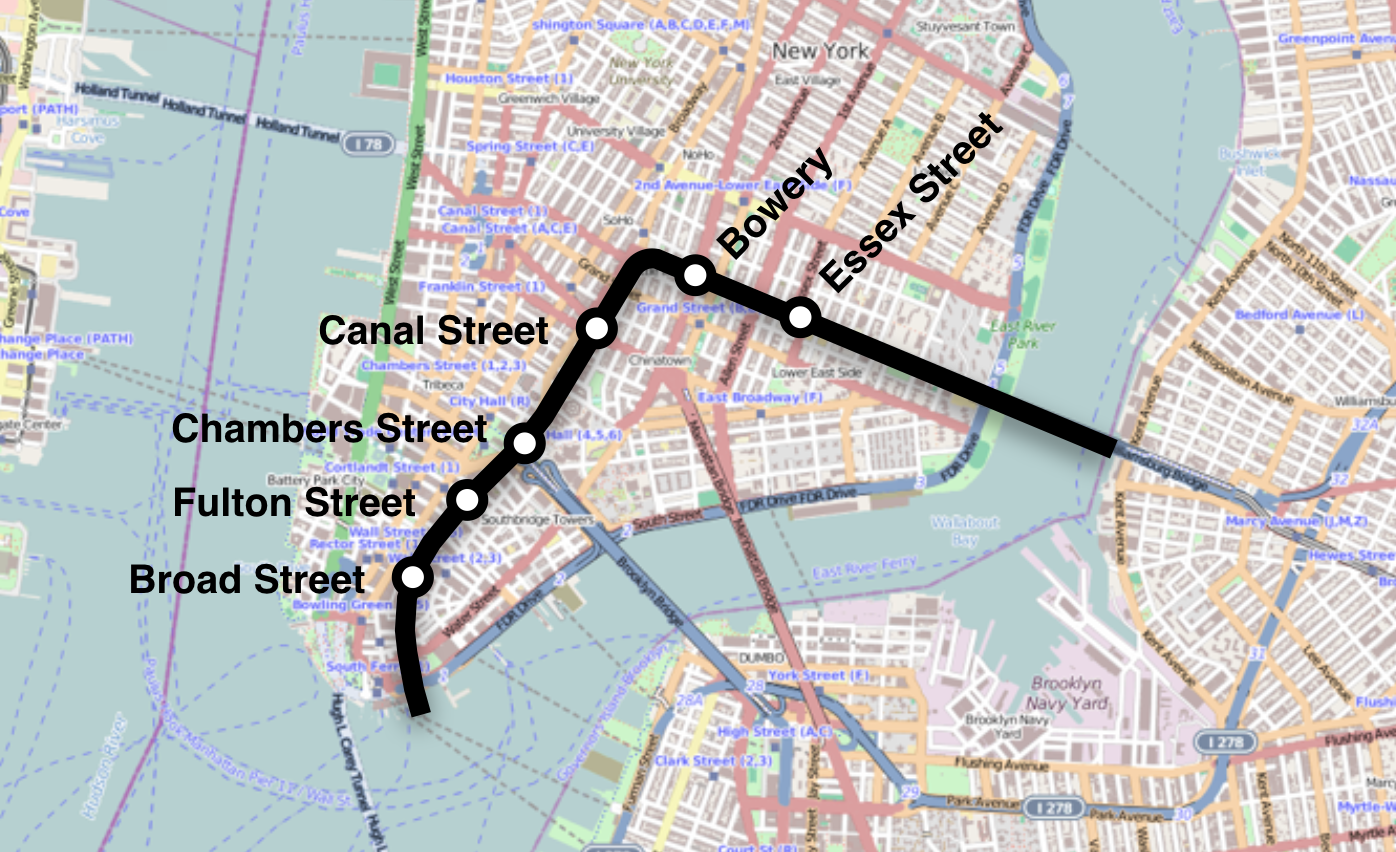

## نگارخانه

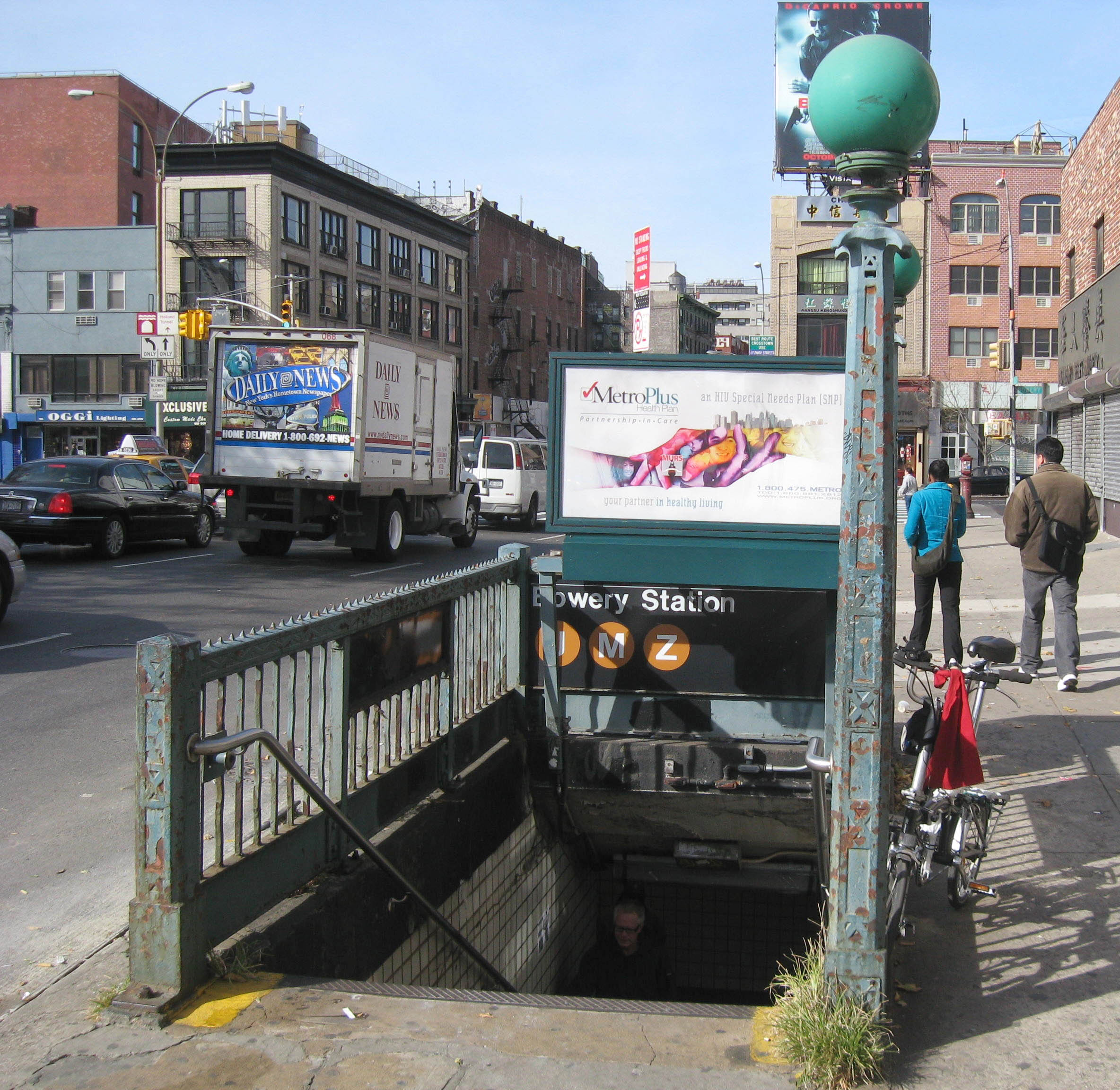
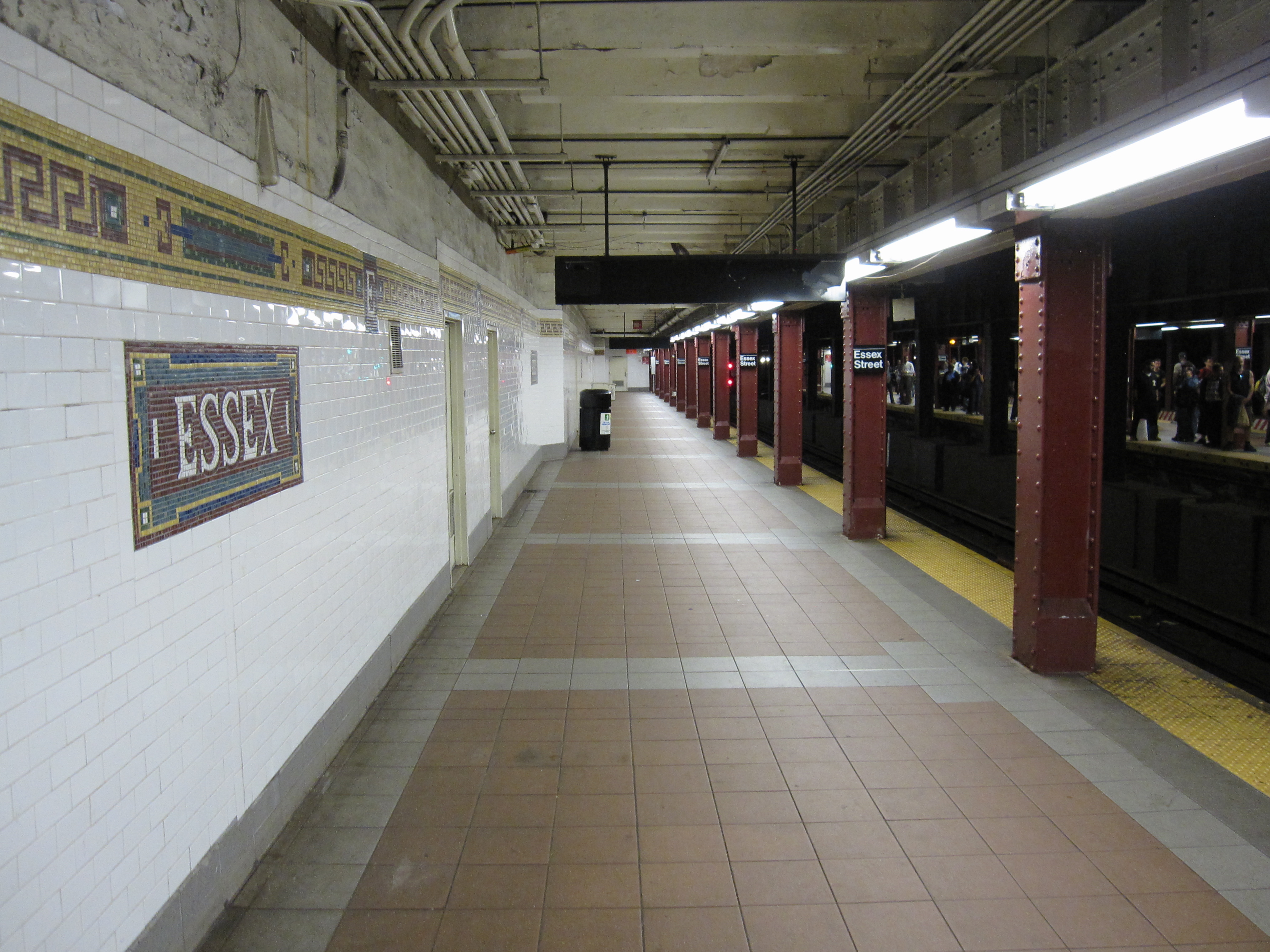
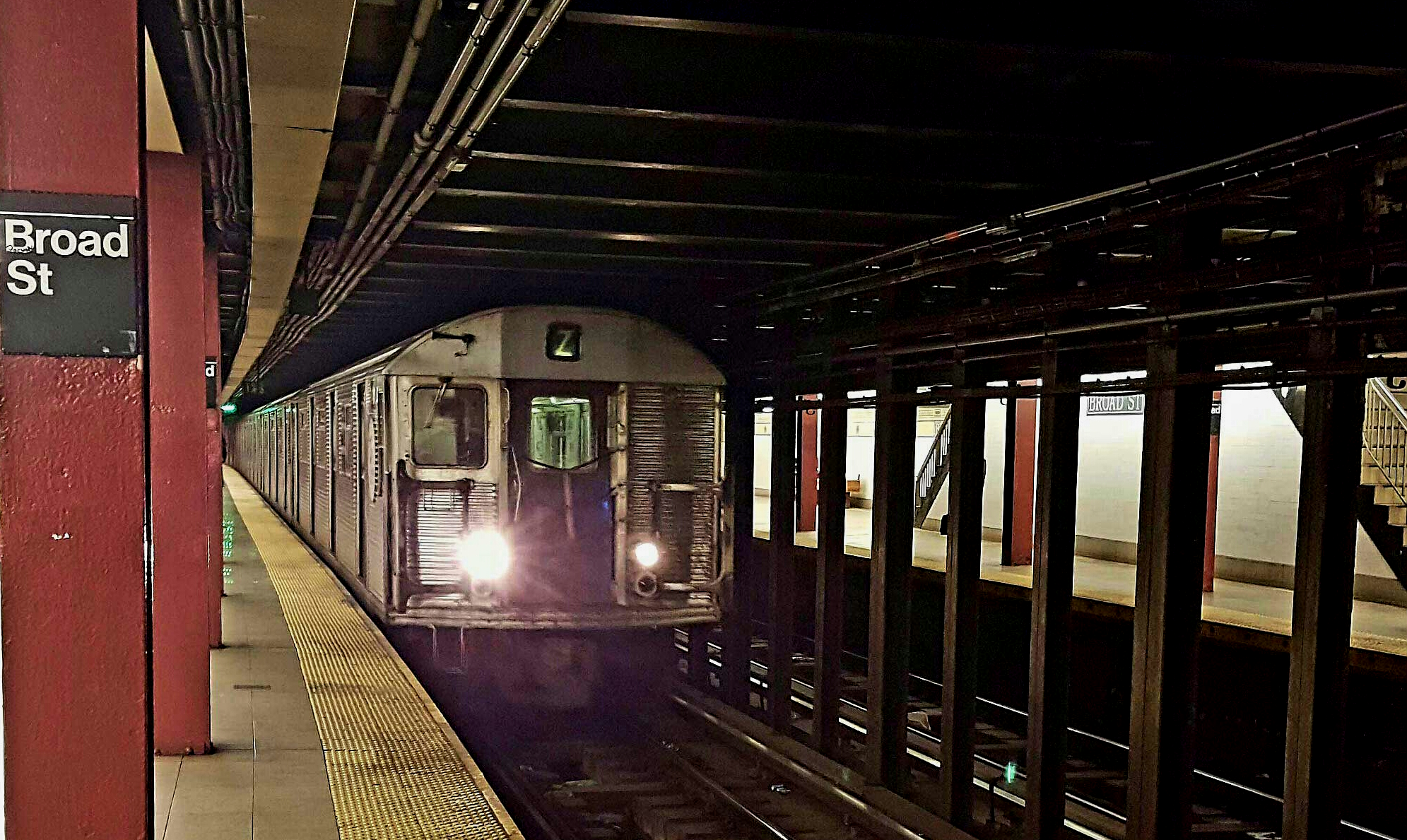
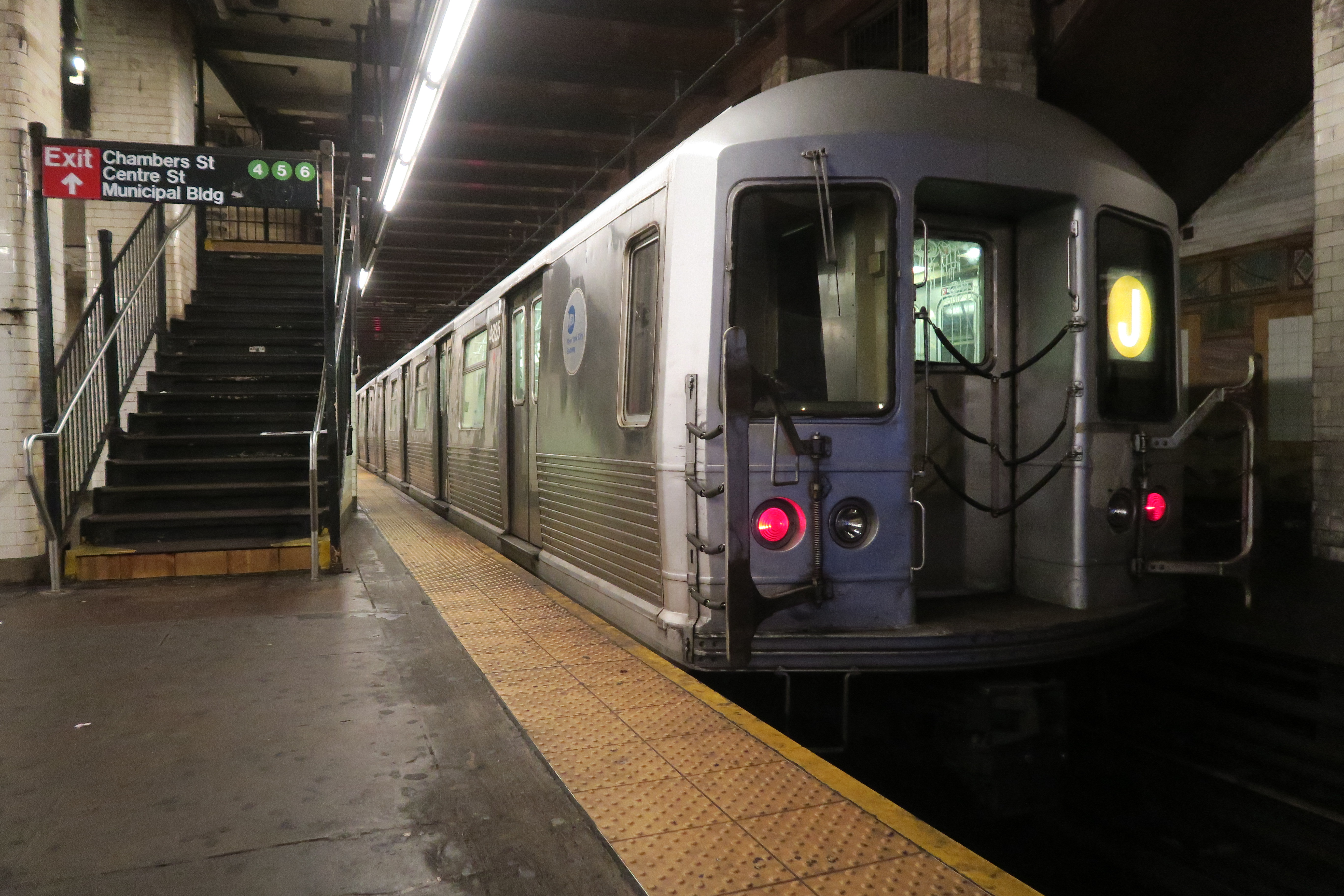